# 오기열
오기열(吳基烈, 1889년 3월 9일 ~ 1950년 9월 28일)은 일제강점기의 독립운동가이자 대한민국의 정치인이다. 본관은 함양이다.

## 생애
1889년 3월 9일 전라북도 진안에서 출생하였다. 1919년 4월 12일 진안군 마령면 장날, 전영상·김구영과 함께 만세운동을 하다가 보안법 위반으로 재판을 받아 1919년 4월 21일 광주법원 전주지청에서 1년 6개월을 언도받고 공소하여 대구복심법원에서 1년 6개월의 선고를 받고 복역하였다. 초대 국회의원 재임시, 국회 내의 반민특위 조사위원으로 활동하였다. 한국 전쟁 초기 전북 지역을 점령한 조선인민군에 의해 전주형무소에 수감되었다가 피살되었다.

## 사후
1990년 건국훈장 애족장(1977년 대통령표창)이 추서되었다.

## 약력
- 한문사숙 수료
- 마령 사립 영산학교 수료
- 기미 3·1 운동으로 투옥
- 전북군총무장
- 조선독립청년의용군 조직으로 투옥
- 마령면민대회를 열고 치안위원회 조직
- 서울통일정당결성준비회 교섭당무위원
- 1948년 5월 10일 : 제헌 국회의원 (전북 진안)

## 역대 선거 결과
|  | 33.76% |

|  | 5.94% |

## 참고자료
- 《대한민국 의정총람》, 국회의원총람발간위원회, 1994년
- 오기열 - 대한민국헌정회